# 多賀郡
- 令制国一覧 > 東海道 > 常陸国 > 多賀郡
- 日本 > 関東地方 > 茨城県 > 多賀郡

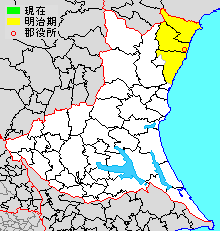
茨城県多賀郡の範囲

多賀郡（たがぐん）は、茨城県（常陸国）にあった郡。

## 郡域
1878年（明治11年）に行政区画として発足した当時の郡域は、下記の区域にあたる。
- 高萩市、北茨城市の全域
- 日立市の大部分（下深荻町・中深荻町・入四間町・東河内町および概ね石名坂町、大みか町以南を除く）

## 歴史
古くは多珂国造の支配する国であり、これを受けて評制施行後には多珂評とも書いた。

### 近代以降の沿革
- 「旧高旧領取調帳」に記載されている明治初年時点での支配は以下の通り。●は村内に寺社領が、○は寺社除地[1]が存在。幕府領は多田銃三郎支配所が管轄[2]。（83村）

| 知行         | 知行           | 村数 | 村名 |
| ------------ | -------------- | ---- | --- |
| 幕府領       | 幕府領         | 1村  | 下小津田村 |
| 幕府領       | 旗本領         | 1村  | ○神岡上村 |
| 幕府領       | 幕府領・旗本領 | 8村  | 車村、○小豆畑村、臼場村、○中妻村、○下相田村、上小津田村、福田村、●花園村 |
| 藩領         | 常陸水戸藩     | 34村 | ○黒坂村、○大菅村、○小菅村、○折橋村、●○大中村、○小中村、○小妻村、○徳田村、○里川新田、○水木村、○森山村、○大沼村、○河原子村、○下孫村、○大久保村、○諏訪村、○油繩子村、○成沢村、○助川村、●○宮田村、○滑川村、○田尻村、○金沢村、○会瀬村、○砂沢村、○伊師村、●○友部村、○折笠村、○伊師本郷村、高原村、○山部村、福平村、○小木津村、○川尻村 |
| 藩領         | 常陸松岡藩     | 29村 | 上君田村、下君田村、○島名村、○高萩村、●安良川村、○高戸村、○赤浜村、小野矢指村、○下桜井村、○上桜井村、○松井村、○粟野村、●○日棚村、●下手綱村、●○上手綱村、○秋山村、中戸川新田、○大能村、○足洗村、○石岡村、○豊田村、横川村、若栗新田、○内野村、○磯原村、○上相田村、○大塚村、○木皿村、大津村                                        |
| 藩領         | 武蔵川越藩     | 9村  | ○神岡下村、○関本下村、仁井田村、平潟村、関本中村、八反村、○山小屋村、才丸村、山小川村 |
| 幕府領・藩領 | 幕府領・川越藩 | 1村  | 関本上村 |

- 慶応4年6月27日（1868年8月15日） - 幕府領・旗本領が常陸知県事の管轄となる。
- 明治2年2月9日（1869年3月21日） - 常陸知県事の管轄区域が若森県の管轄となる。
- 明治4年
  - 7月14日（1871年8月29日） - 廃藩置県により、藩領が水戸県、松岡県、川越県の管轄となる。
  - 11月14日（1871年12月25日） - 第1次府県統合により、全域が茨城県の管轄となる。
- 1878年（明治11年）
  - 12月2日 - 郡区町村編制法の茨城県での施行により、行政区画としての多賀郡が発足。郡役所が高萩村に設置。
  - 大菅村・小菅村・折橋村・大中村・小中村・小妻村・徳田村・里川新田の所属郡が久慈郡に変更。（75村）
- 1882年（明治15年） - 中戸川新田が改称して中戸川村となる。

### 町村制以降の沿革

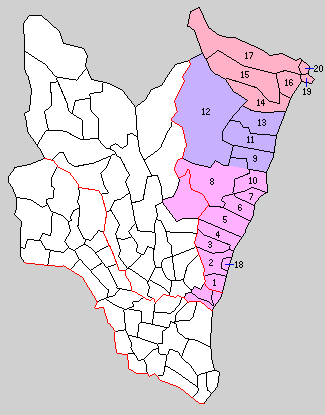
1.坂上村 2.国分村 3.鮎川村 4.高鈴村 5.日立村 6.日高村 7.豊浦町 8.黒前村 9.松原町 10.櫛形村 11.松岡村 12.高岡村 13.南中郷村 14.北中郷村 15.華川村 16.関南村 17.関本村 18.河原子町 19.大津町 20.平潟町（桃：日立市 紫：高萩市 赤：北茨城市）

- 1889年（明治22年）4月1日 - 町村制の施行により、下記の町村が発足[4]。（5町15村）
  - 坂上村 ← 水木村、森山村、大沼村（現・日立市）
  - 国分村 ← 大久保村、金沢村、下孫村（現・日立市）
  - 鮎川村 ← 諏訪村、油縄子村、成沢村（現・日立市）
  - 高鈴村 ← 助川村、会瀬村（現・日立市）
  - 日立村 ← 宮田村、滑川村（現・日立市）
  - 日高村 ← 小木津村、田尻村（現・日立市）
  - 豊浦町 ← 川尻村、折笠村、砂沢村（現・日立市）
  - 黒前村 ← 山部村、高原村、黒坂村（現・日立市）、福平村（現・高萩市）
  - 松原町 ← 秋山村、島名村、安良川村、高萩村、伊師村［一部］（現・高萩市）
  - 櫛形村 ← 伊師本郷村、友部村、伊師村［残部］（現・日立市）
  - 松岡村 ← 下手綱村、上手綱村、高戸村、赤浜村（現・高萩市）
  - 高岡村 ← 若栗新田、横川村、大能村、中戸川村、上君田村、下君田村（現・高萩市）
  - 南中郷村 ← 上桜井村、小野矢指村、粟野村、日棚村、松井村、足洗村、石岡村、下桜井村（現・北茨城市）
  - 北中郷村 ← 豊田村、磯原村、大塚村、木皿村、上相田村、内野村（現・北茨城市）
  - 華川村 ← 下相田村、車村、中妻村、上小津田村、下小津田村、小豆畑村、臼場村、花園村（現・北茨城市）
  - 関南村 ← 神岡上村、関本下村、神岡下村、仁井田村（現・北茨城市）
  - 関本村 ← 関本上村、関本中村、山小屋村、才丸村、山小川村、八反村、福田村（現・北茨城市）
  - 河原子町（河原子村が単独町制。現・日立市）
  - 大津町（大津村が単独町制。現・北茨城市）
  - 平潟町（平潟村が単独町制。現・北茨城市）
- 1896年（明治29年）7月1日 - 郡制を施行。
- 1923年（大正12年）4月1日 - 郡制廃止にともない郡会が廃止。残務処理のため郡役所は存続。
- 1924年（大正13年）8月26日 - 日立村が町制施行して日立町となる。（6町14村）
- 1925年（大正14年）1月1日（8町12村）
  - 高鈴村が町制施行・改称して助川町となる。
  - 北中郷村が町制施行・改称して磯原町となる。
- 1926年（大正15年）7月1日 - 郡役所が廃止。以降は地域区分名称となる。
- 1928年（昭和3年）4月17日 - 松岡村が町制施行して松岡町となる。（9町11村）
- 1937年（昭和12年）10月1日 - 松原町が改称して高萩町となる。
- 1938年（昭和13年）4月1日 - 河原子町・国分村・鮎川村が合併して多賀町が発足。（9町9村）
- 1939年（昭和14年）9月1日 - 日立町・助川町が合併して日立市が発足し、郡より離脱。（7町9村）
- 1941年（昭和16年）2月11日 - 坂上村が多賀町に編入。（7町8村）
- 1942年（昭和17年）7月1日 - 多賀地方事務所が高萩町に置かれ、多賀郡を管轄する。
- 1954年（昭和29年）11月23日 - 高萩町・松岡町・高岡村および黒前村の一部（福平）・櫛形村の一部（友部の一部）が合併して高萩市が発足し、郡より離脱。（5町7村）
- 1955年（昭和30年）
  - 2月11日 - 櫛形村・黒前村が合併して十王村が発足。（5町6村）
  - 2月15日 - 多賀町・日高村が日立市に編入。（4町5村）
  - 4月1日 - 磯原町・華川村が合併し、改めて磯原町が発足。（4町4村）
- 1956年（昭和31年）
  - 1月1日 - 十王村が町制施行して十王町となる。（5町3村）
  - 3月31日 - 磯原町・大津町・平潟町・南中郷村・関南村・関本村が合併して北茨城市が発足し、郡より離脱。（2町）
  - 9月20日 - 豊浦町が日立市に編入。（1町）
- 2004年（平成16年）11月1日 - 十王町が日立市に編入。同日多賀郡消滅。茨城県内では1896年の郡の再編以来、初の郡消滅となった。

### 変遷表
|  | 明治22年4月1日 | 明治22年 - 大正15年            | 昭和1年 - 昭和19年           | 昭和20年 - 昭和30年                            | 昭和31年 - 昭和63年                      | 平成1年 - 現在               | 現在     |
|  | -------------- | ------------------------------ | ---------------------------- | ---------------------------------------------- | ---------------------------------------- | ---------------------------- | -------- |
|  | 松原町         | 松原町                         | 昭和12年10月1日 改称 高萩町  | 昭和29年11月23日 高萩市                        | 高萩市                                   | 高萩市                       | 高萩市   |
|  | 松岡村         | 松岡村                         | 昭和3年4月17日 町制          | 昭和29年11月23日 高萩市                        | 高萩市                                   | 高萩市                       | 高萩市   |
|  | 高岡村         | 高岡村                         | 高岡村                       | 昭和29年11月23日 高萩市                        | 高萩市                                   | 高萩市                       | 高萩市   |
|  | 黒前村         | 黒前村                         | 黒前村                       | 昭和29年11月23日 高萩市                        | 高萩市                                   | 高萩市                       | 高萩市   |
|  | 黒前村         | 黒前村                         | 黒前村                       | 昭和30年2月11日 十王村                         | 昭和31年1月1日 町制                      | 平成16年11月1日 日立市に編入 | 日立市   |
|  | 櫛形村         | 櫛形村                         | 櫛形村                       | 昭和30年2月11日 十王村                         | 昭和31年1月1日 町制                      | 平成16年11月1日 日立市に編入 | 日立市   |
|  | 櫛形村         | 櫛形村                         | 櫛形村                       | 昭和29年11月23日 高萩市 昭和30年2月11日 十王村 | 昭和31年1月1日 町制                      | 平成16年11月1日 日立市に編入 | 日立市   |
|  | 高鈴村         | 大正14年1月1日 町制改称 助川町 | 昭和14年9月1日 日立市        | 日立市                                         | 日立市                                   | 日立市                       | 日立市   |
|  | 日立村         | 大正13年8月26日 町制           | 昭和14年9月1日 日立市        | 日立市                                         | 日立市                                   | 日立市                       | 日立市   |
|  | 河原子町       | 河原子町                       | 昭和13年4月1日 多賀町        | 昭和30年2月15日 日立市に編入                   | 日立市                                   | 日立市                       | 日立市   |
|  | 国分村         | 国分村                         | 昭和13年4月1日 多賀町        | 昭和30年2月15日 日立市に編入                   | 日立市                                   | 日立市                       | 日立市   |
|  | 鮎川村         | 鮎川村                         | 昭和13年4月1日 多賀町        | 昭和30年2月15日 日立市に編入                   | 日立市                                   | 日立市                       | 日立市   |
|  | 坂上村         | 坂上村                         | 昭和16年2月11日 多賀町に編入 | 昭和30年2月15日 日立市に編入                   | 日立市                                   | 日立市                       | 日立市   |
|  | 日高村         | 日高村                         | 日高村                       | 昭和30年2月15日 日立市に編入                   | 日立市                                   | 日立市                       | 日立市   |
|  | 豊浦町         | 豊浦町                         | 豊浦町                       | 豊浦町                                         | 昭和31年9月20日 日立市に編入             | 日立市                       | 日立市   |
|  | 北中郷村       | 大正14年1月1日 町制改称 磯原町 | 磯原町                       | 昭和30年4月1日 磯原町                          | 昭和31年3月31日 茨城市 同日改称 北茨城市 | 北茨城市                     | 北茨城市 |
|  | 華川村         | 華川村                         | 華川村                       | 昭和30年4月1日 磯原町                          | 昭和31年3月31日 茨城市 同日改称 北茨城市 | 北茨城市                     | 北茨城市 |
|  | 大津町         | 大津町                         | 大津町                       | 大津町                                         | 昭和31年3月31日 茨城市 同日改称 北茨城市 | 北茨城市                     | 北茨城市 |
|  | 平潟町         | 平潟町                         | 平潟町                       | 平潟町                                         | 昭和31年3月31日 茨城市 同日改称 北茨城市 | 北茨城市                     | 北茨城市 |
|  | 南中郷村       | 南中郷村                       | 南中郷村                     | 南中郷村                                       | 昭和31年3月31日 茨城市 同日改称 北茨城市 | 北茨城市                     | 北茨城市 |
|  | 関南村         | 関南村                         | 関南村                       | 関南村                                         | 昭和31年3月31日 茨城市 同日改称 北茨城市 | 北茨城市                     | 北茨城市 |
|  | 関本村         | 関本村                         | 関本村                       | 関本村                                         | 昭和31年3月31日 茨城市 同日改称 北茨城市 | 北茨城市                     | 北茨城市 |

## 行政
歴代郡長
| 代 | 氏名 | 就任年月日                | 退任年月日                | 備考                   |
| -- | ---- | ------------------------- | ------------------------- | ---------------------- |
| 1  |      | 明治11年（1878年）12月2日 |                           |                        |
|    |      |                           | 大正15年（1926年）6月30日 | 郡役所廃止により、廃官 |

## 関連文献
- 茨城県多賀郡 編『常陸多賀郡史』帝国地方行政学会、1923年。NDLJP:978664。